# Reggenza di Tabalong
La reggenza di Tabalong (in indonesiano: Kabupaten Tabalong) è una reggenza dell'Indonesia, situata nella provincia di Kalimantan Meridionale.